# Месецослов
Месецослов, или минеј (грч. μηναιον λογιον), представља распоред са детаљима црквених богослужења за све дане у години, подељене по месецима. Он је саставни део већине богослужбених Црквених књига, као што су: Црквени календари, псалтири, требници и сл.
Табеле показују распоред читања делова Светог писма по седмицама, почев од првог дана Васкрса, друга показује распоред читања по данима и месецима. 
Псалтир и Служебник такође, садрже као додатак Месецослов са свим тропарима и кондацима за све дане богослужбене године, а такође за период Великог поста са припремним недељама и Страсном седмицом.
За развој Месецослова у облику у коме га ми данас познајемо, заслужан је Свети Јован Дамаскин.

## Галерија
- Новосадско-сербскиј домовни месјацослов за 1845. годину
- Месецослов Зимзелен за 1847. годину
- Месјацослов Всех свјатих за 1860. годину
- Минеј са пролошким саставима за јул, Пећка патријаршија, 1400-25.